# Hilde Bruch
Hilde Bruch (* 11. März 1904 in Dülken, Niederrhein; † 15. Dezember 1984 in Houston, Texas) war eine deutsch-amerikanische Ärztin, Psychoanalytikerin und Spezialistin für Essstörungen.

## Leben
Hilde Bruch wuchs als drittes Kind mit vier Brüdern und zwei Schwestern auf. Ihre Eltern, Hirsch Bruch (* 1865 in Brüggen, † 1920 in Dülken) und Adele geborene Rath (* 1876 Kempen, † 1943 in New York), besaßen ein Viehhandelsgeschäft in Dülken, Süchtelnerstraße.
1923 legte Hilde Bruch in Mönchengladbach an der „Staatlichen Studienanstalt der Mädchen“ ihr Abitur ab. Sie hatte den Wunsch, Mathematikerin zu werden. Ihr Onkel David Rath, Arzt in Düsseldorf, überzeugte sie jedoch, dass die Medizin bessere Karrieremöglichkeiten für eine jüdische Frau bot. Sie studierte an der Albert-Ludwigs-Universität in Freiburg im Breisgau, wo sie 1928 mit dem Doktor in Medizin abschloss. 1929 wurde sie approbiert.
Sie leistete ihr praktisches Jahr in Düsseldorf an der Frauenklinik der Städtischen Krankenanstalten ab. Dort wurde sie als Jüdin stark angefeindet und blieb nur sechs Monate.
Sie arbeitete dann als Assistenzärztin in Kiel und anschließend in Leipzig. Am 15. Oktober 1932 eröffnete sie eine Kinderarzt-Praxis in Ratingen.
Im April 1933 schloss sie auf Druck von Nationalsozialisten ihre Praxis. Im Juli 1933 nutzte sie den Kinderheilkundekongress in London, um Arbeitsmöglichkeiten in Großbritannien zu sondieren. Sie arbeitete mehrere Monate an einem jüdischen Wöchnerinnenhospital und fühlte sich dort unterfordert.
Ende September 1934 emigrierte sie in die USA. In New York forschte sie ab 1935 auf dem Gebiet der Psychiatrie und ab 1936 über Fettleibigkeit bei Kindern. Ab 1941 absolvierte sie an der Johns-Hopkins-Universität (Baltimore) eine vertiefende psychiatrische Ausbildung bei Adolf Meyer, dem damals bekanntesten amerikanischen Psychiater, und bei Frieda Fromm-Reichmann, der Ehefrau Erich Fromms.
Dort lernte sie auch Harry Stack Sullivan, Edith Weigert, Theodore Lidz und Ruth Lidz kennen. Sullivan, Lawrence S. Kubie und Fromm-Reichmann waren ihre wichtigsten Lehrer. Letztere lud sie zu ihren wöchentlichen psychoanalytischen Seminaren in Chestnut Lodge ein.
Sie kehrte 1943 nach New York zurück, eröffnete eine private psychoanalytische Praxis und lehrte an der Columbia-Universität. 1952 erschien ihr Buch Don’t Be Afraid of Your Child: A Guide for Perplexed Parents. 1964 erhielt sie eine Professur in Psychiatrie am Baylor College of Medicine in Houston, Texas.
Neben einer florierenden Privatpraxis und einem Lehrstuhl an der Columbia-Universität war sie in der Forschung aktiv und verfasste unzählige Fachartikel, die ihr den Ruf einer Autorität in Schizophrenie und Essstörungen verschafften.
Als das Buch The Importance of Overweight 1957 veröffentlicht wurde, galt Hilde Bruch bereits als führende Forscherin über Fettleibigkeit bei Kindern. Ihr Werk war eines der ersten, das die Öffentlichkeit über deren Gefahren aufklärte.
Als in den 1960er und 1970er Jahren die Magersucht (Anorexia nervosa) rasch zunahm, beschäftigte sie sich vermehrt mit der Behandlung dieser Krankheit und wurde bald eine der weltweit führenden Fachautoritäten auf diesem Gebiet. Seit 2017 wird auch nach genetischen Ursachen dieser Erkrankung geforscht. Ein Positionspapier der Academy for eating disorders sieht die Familie nicht als alleinige oder primäre Ursache der Erkrankung an.
Hilde Bruch galt auch als brillante und kreative Psychotherapeutin. In ihrem Buch Grundzüge der Psychotherapie lieferte sie eine genaue und fundierte Beschreibung des intensiven interpersonalen psychotherapeutischen Prozesses, wie er erstmals von Alfred Adler praktiziert und dann von ihren Lehrern Sullivan und Fromm-Reichmann und ihr selbst in der Praxis weiterentwickelt wurde.

„Psychotherapie zu lernen ist ein lebenslanger Prozess; es ist eine nie zu erledigende Aufgabe ständiger schöpferischer Neuorientierung, eines auf unbeirrbarer Objektivität und Lernbereitschaft beruhenden Studiums von Fehlschlägen wie von Erfolgen. Der Therapeut kann sein berufliches Fachwissen nicht dadurch vermehren, dass er unablässig wiederholt, was er bislang getan oder gelernt hat. Jeden neuen Patienten muss er als den behandeln, der er ist, als einen Fremden, dessen Nöte und Probleme einzigartig, ohne Beispiel sind; die Herausforderung, die vom Patienten ausgeht, besteht darin, sich ihm in besonderer Weise zu nähern, in einer Weise, die auf seine spezielle Situation zugeschnitten ist. Gerade dieses wache Gespür für die Neuheit jeder therapeutischen Begegnung gestattet es dem voll ausgebildeten Therapeuten, bisherige Erfahrungen wie auch gegenwärtige Unwissenheit auf konstruktive Weise einzusetzen.“

## Auszeichnungen
- 1978 Ehrendoktor der Baylor University in Waco, Texas
- 1978 William A. Schonfeld Award von der American Society for Adolescent Psychiatry[7]
- 1979 Goldmedaille der Mount Airy Foundation für hervorragende Verdienste in der Psychiatrie
- 1980 Nolan D.C. Lewis Award von der American Psychiatric Association
- 1981 Joseph B. Goldberger Award  von der American Medical Association als erste Psychiaterin
- Seit 1984 verleiht die Baylor-Universität in Waco jährlich den Hilde Bruch Award für herausragende Leistungen in der Psychiatrie.
- Seit 2014 verleiht das Kompetenzzentrum für Essstörungen Tübingen (KOMET) den Hilde Bruch Lecture Award an international renommierte Experten aus der Essstörungsforschung und -behandlung.[8]
- 2024 wurde Hilde Bruch im Rahmen des Projekts Frauenorte in die Liste der FrauenOrte NRW aufgenommen und die Errichtung einer Gedenktafel ist geplant.[9]

## Werke (Auswahl)
- Grundzüge der Psychotherapie. Fischer S. Verlag GmbH, 1977, ISBN 3-10-008402-0.
- Der goldene Käfig. Das Rätsel der Magersucht. 18. Auflage. Fischer Taschenbuch, Frankfurt 1998, ISBN 3-596-26744-7.
- Essstörungen. Fischer Taschenbuch, Frankfurt 2000, ISBN 3-596-26796-X.
- Das verhungerte Selbst. Gespräche mit Magersüchtigen. Fischer Taschenbuch, Frankfurt 1994, ISBN 3-596-10167-0.